# Kiichirō Higuchi
Kiichirō Higuchi (樋口 季一郎, Higuchi Kiichirō, (20 août 1888 - 11 octobre 1970) est un général de l'armée impériale japonaise qui sauva de nombreux réfugiés juifs en leur permettant de traverser la frontière entre l'Union soviétique et le Mandchoukouo.

## Biographie
Higuchi est né à Minamiawaji sur l'île Awaji dans la préfecture de Hyōgo. Il est aîné d'une fratrie de neuf enfants. À 11 ans, ses parents divorcent et il est élevé par la famille de sa mère. Il est diplômé de la 21e promotion de l'académie de l'armée impériale japonaise et de la 30e promotion de l'école militaire impériale du Japon. En tant qu'officier subalterne, il est envoyé comme attaché militaire en Pologne en 1925. En raison de sa maîtrise de la langue russe, Higuchi est posté en Mandchourie avec l'armée japonaise du Guandong et devient un proche confident des généraux Kanji Ishiwara et Korechika Anami.
De 1933 à 1935, il est commandant du 41e régiment d'infanterie, et de 1935 à 1937, il est chef d'État-major de la 3e division. Il est envoyé en Allemagne comme membre d'une délégation militaire en 1937.
En tant que général de brigade et commandant de la branche spéciale d'Harbin en 1938, il autorise, grâce à l'aide de Yōsuke Matsuoka, de nombreux réfugiés juifs fuyant l'Allemagne nazie à traverser la frontière soviétique à Otpor pour entrer à Manzhouli au Mandchoukouo, un événement qui sera plus tard appelé l'« incident d'Otpor ». Quelques-uns de ses subordonnés apportent de la nourriture aux réfugiés, les installent à Harbin ou Shanghai, ou leur arrangent des visas de sortie. Le lieutenant d'Higuchi, Norihiro Yasue, demande au général Seishirō Itagaki de protéger les réfugiés juifs, ce qui mène au « programme japonais sur la politique juive » en 1938.
De retour au Japon fin 1938, Higuchi sert brièvement à l'État-major de l'armée impériale japonaise avant d'être assigné comme commandant de la 9e division en 1939. En 1942, il est promu général de division et assigné à la 5e armée régionale à Sapporo. Il participe à l'invasion des îles aléoutiennes, incluant les désastreuses campagnes sur l'île Attu et l'île Kiska[réf. souhaitée]. Par la suite, en tant que commandant de l'armée du district du Nord, il organise les défense du nord du Japon contre une invasion des forces alliées, fortifiant l'île de Shumshu au nord des îles Kouriles, et les défenses du sud de l'île de Sakhaline.

## Postérité
En décembre 2009, l'ambassadeur israélien au Japon inaugure un parc en la mémoire de l'action de Higuchi en plantant un jeune olivier.
Son petit-fils Ryūichi Higuchi, professeur émérite de l'Université Meiji Gakuin, a créé une association en son honneur pour ériger des statues de bronze de Kiichirō Higuchi. L'une d'elles sera installée au sanctuaire shintô Izanagi-jingū dans l'île d'Awaji où le général est né ; une autre sera installée dans l'île de Hokkaido.